# Ondřej Hodboď
Ondřej Hodboď (1. června 2001 Nymburk – 24. září 2020) byl český atlet, dvojnásobný dorostenecký mistr ČR v běhu na 2000 metrů překážek (2017 v Jablonci nad Nisou a 2018 v Praze na Julisce) a dvojnásobný juniorský mistr ČR v běhu na 3000 metrů překážek (2019 v Olomouci a 2020 v Ostravě-Vítkovicích), bratr atleta Lukáše Hodbodě. Závodil za SKP Nymburk. Jeho trenérem byl Ladislav Veselý.

## Kariéra
Hodboď závodil zejména na středních tratích. Na evropském šampionátu dorostenců do 17 let v maďarském Győru skončil v roce 2018 čtvrtý, od roku 2016 pokaždé opanoval domácí mistrovství své kategorie v běhu na 3000 metrů překážek.
V hale byl dorosteneckým i juniorským mistrem republiky na patnáctistovce. Startoval na mládežnické olympiádě 2018 v Buenos Aires, kde na trati 2000 m překážek obsadil deváté místo.
V roce 2018 se stal vítězem ankety Sportovec Nymburska mezi juniory.

## Rodina a osobní život
Jeho o pět let starším bratrem je běžec Lukáš Hodboď, který ho k atletice přivedl. Předtím hrál Ondřej Hodboď fotbal. Studoval na SPŠS Betlémská, na Praze 1.
Dne 24. září 2020 spáchal sebevraždu.